# Clearfield (Wisconsin)
Clearfield è un comune degli Stati Uniti, situato in Wisconsin, nella Contea di Juneau.